# Kanton Montlieu-la-Garde
Kanton Montlieu-la-Garde (fr. Canton de Montlieu-la-Garde) je francouzský kanton v departementu Charente-Maritime v regionu Poitou-Charentes. Skládá se ze 13 obcí.

## Obce kantonu
- Bedenac
- Bussac-Forêt
- Chatenet
- Chepniers
- Chevanceaux
- Mérignac
- Montlieu-la-Garde
- Orignolles
- Le Pin
- Polignac
- Pouillac
- Saint-Palais-de-Négrignac
- Sainte-Colombe